# NGC 4904
NGC 4904 في الفهرس العام الجديد، هي مجرة، تقع في كوكبة العذراء. اكتشفت في 1 يناير 1786 بواسطة ويليام هيرشل.

## روابط خارجية
- NGC 4904 على موقع ويكي سكاي: DSS2, SDSS, GALEX, IRAS, Hydrogen α, X-Ray, Astrophoto, Sky Map, Articles and images